# ارمنی‌های برزیلی
ارمنی‌های برزیلی، افرادی در برزیل هستند که به‌طور کامل، جزئی یا عمدتاً از نسل ارمنی هستند، یا مهاجران ارمنی در برزیل به‌شمار می‌آیند.

## تاریخچه مهاجرت
مهاجران ارمنی در برزیل بیشتر در شهر سائوپائولو و اطراف آن حضور دارند، جایی که کلیساها، مراکز فرهنگی و حتی ایستگاه مترویی به نام " آرمنیا " وجود دارد.
جامعه ارمنی در این شهر حضور قوی دارد، هرچند که در سطح کشور به‌طور کلی این‌گونه نیست.